# カッコウ科
カッコウ科（かっこうか、Cuculidae）は鳥の科の一つである。現代的な分類ではカッコウ目唯一の科であるが、歴史的には他の科がカッコウ目に属したこともあり、またカッコウ科をいくつかの科に分割する説もある。

## 形態
ほとんどが樹上性で、ごく一部が地上性である。ただし同じ樹上性のスズメ目とは違い、足指は前後2本ずつの対趾足である（スズメ目は前3本・後ろ1本の3前趾足）。
初列風切は10枚。羽毛は柔らかく、金属光沢のある鮮やかな色合いの種も多い。尾羽は長く、8～10枚（通常10枚）。多くは雌雄同色。
くちばしは細長く、やや下に湾曲する。

## 生態
カッコウ亜科のほとんどと、他の亜科の一部は、托卵をする。雛が早く孵り仮親の卵を落としてしまうカッコウ属の習性が有名だが、カンムリカッコウ属やオニカッコウ属は仮親の雛と共に巣で育つ。
極地を除く全世界の、主に森林、一部は草原や半砂漠に住み、昆虫など小動物を捕食する。
かつてカッコウ目に入れられていたエボシドリ目との相違点として、雛が晩生性である（エボシドリ目は早生性）。また、エボシドリ目は果実食で、托卵はしない。

## 分類
5亜科に分けられる。
- オオハシカッコウ亜科 Crotophaginae - 2属4種 オオハシカッコウ等
- アメリカジカッコウ亜科 Neomorphinae - 5属11種 オオミチバシリ等
- マダガスカルジカッコウ亜科 Couinae - 2属13種 ハシリカッコウ属・ジカッコウ属
- バンケン亜科 Centropodinae - 1属27種 バンケン属
- カッコウ亜科 Cuculinae - 21属92種 カッコウ・ホトトギス・ツツドリ・ジュウイチ・オオオニカッコウ・カンムリカッコウ等

## 系統
次のような系統樹が得られている。

|  | オオハシカッコウ亜科   |
|  |                        |
|  | アメリカジカッコウ亜科 |
|  |                        |

|  | \| \| マダガスカルジカッコウ亜科 \| \| \| \| \| \| バンケン亜科 \| \| \| \| |
|  |                                                                             |
|  | カッコウ亜科                                                                |
|  |                                                                             |
|  | マダガスカルジカッコウ亜科                                                  |
|  |                                                                             |
|  | バンケン亜科                                                                |
|  |                                                                             |

|  | マダガスカルジカッコウ亜科 |
|  |                            |
|  | バンケン亜科               |
|  |                            |

|  | オオハシカッコウ亜科   |
|  |                        |
|  | アメリカジカッコウ亜科 |
|  |                        |

|  | \| \| マダガスカルジカッコウ亜科 \| \| \| \| \| \| バンケン亜科 \| \| \| \| |
|  |                                                                             |
|  | カッコウ亜科                                                                |
|  |                                                                             |
|  | マダガスカルジカッコウ亜科                                                  |
|  |                                                                             |
|  | バンケン亜科                                                                |
|  |                                                                             |

|  | マダガスカルジカッコウ亜科 |
|  |                            |
|  | バンケン亜科               |
|  |                            |